# ニコチンおじさん
ニコチンおじさん（1985年6月27日 - ）は、日本のピン芸人。本名、三宮 宙泰（さんみや みちやす）。
埼玉県浦和市出身。SMA HEET Project所属。埼玉県立浦和工業高等学校中退。身長164cm、体重87kg、靴のサイズ28cm。血液型はO型。

## 来歴
- 1999年 さいたま市立土合中学校に通う同級生と中学生お笑いコンビ アンタレスを結成。大川興業所属。
- 2001年 アンタレスを解散し引篭もりとなる。
- 2006年 小学生時代の同級生・かなさし悠太郎と☆ルリヲ☆結成。
- 2008年 ☆ルリヲ☆解散。ピン芸人となる。
- 同年 SMA HEET Project所属
- 2009年 SMA NEET Project所属のTAKA村（元原色トラックバック）、エアロ清水(元ぐるぐるタイフーン)とトリオユニット「ムー」を結成。
- 2010年1月 ☆ルリヲ☆再結成。
- 2010年10月　再び解散。

## 芸風
- 一人コント主体
- オタクコントをやる事もある

## 人物
- 趣味はインターネットと漫画。
- 映像編集や画像編集が得意で同事務所所属芸人のフライヤー作成、映像編集等も手がける。
- ニコチンおじさんとしてデビューする前の一時期はグランバニア三宮と言う名前で活動していた。
- この頃2ちゃんねるにアップロードした画像が無断転用されワンダードリーマー小林として紹介されているホームページがある。
- 2005年頃にはホロコーストマン三見屋エレキマンドリンぴすたち夫（後に犬猫みみみと改名）としてフォークシンガーをしていた。